# Бобрицька сільська територіальна громада
Бо́брицька сільська територіальна громада — територіальна громада в Україні, в Черкаському районі Черкаської області. Адміністративний центр — село Бобриця.
Площа громади — 243,7 км², населення — 2580 мешканців (2018).
Утворена 15 серпня 2018 року шляхом об'єднання Бобрицької, Григорівської, Грищинецької, Пшеничницької, Тростянецької та Чернишівської сільських рад Канівського району. Згідно з розпорядженням Кабінету Міністрів України від 12.06.2020 № 728-р до складу громади були включені Козарівська, Курилівська, Литвинецька та Потапцівська сільські ради.

## Склад
До складу громади входять:
| Населений пункт   | Населення, осіб (1989) | Населення, осіб (2001) |
| ----------------- | ---------------------- | ---------------------- |
| Бересняги, село   | 126                    | 97                     |
| Бобриця, село     | 1314                   | 1012                   |
| Бучак, село       | 82                     | 15                     |
| Глинча, село      | 130                    | 58                     |
| Григорівка, село  | 644                    | 480                    |
| Грищинці, село    | 716                    | 644                    |
| Іваньків, село    | 194                    | 120                    |
| Ковалі, село      | 282                    | 197                    |
| Козарівка, село   | 426                    | 312                    |
| Курилівка, село   | 238                    | 264                    |
| Лазірці, село     | 141                    | 94                     |
| Литвинець, село   | 959                    | 840                    |
| Луковиця, село    | 40                     | 28                     |
| Орловець, селище  | 88                     | 58                     |
| Пищальники, село  | 218                    | 168                    |
| Потапці, село     | 380                    | 343                    |
| Пшеничники, село  | 233                    | 175                    |
| Райок, селище     | 41                     | 17                     |
| Синявка, село     | 472                    | 322                    |
| Студенець, село   | 385                    | 284                    |
| Трахтемирів, село | 15                     | 9                      |
| Тростянець, село  | 337                    | 224                    |
| Трощин, село      | 123                    | 89                     |
| Черниші, село     | 247                    | 209                    |